# 森咲樹
森 咲樹（もり さき、1993年10月12日 - ）は、日本の元女性アイドルであり、女性アイドルグループ『アップアップガールズ（仮）』の元メンバーである。
静岡県熱海市出身。2004年よりハロー!プロジェクトの研修生ハロプロエッグとして活動。ハロー!プロジェクト新人公演に出演するなど歌手として研修を積んだ。また『金色のコルダ ステラ・ミュージカル』（主演）に出演するなど演劇・ミュージカルの経験も積んだ。
2011年1月、ハロプロエッグの研修課程を修了。以降、アップアップガールズ（仮）の結成時よりグループのメンバーとして活動を行う一方で、NHK Eテレ『Rの法則』・テレビ東京系『チャージ730!』にレギュラー出演するなど、ソロ活動も行っていた。
アップアップガールズ（仮）として活動しながら、駒沢女子大学に入学し卒業をした。
2020年12月31日にアップアップガールズ（仮）を卒業し、芸能界を引退した。

## 略歴

### ハロプロエッグ合格まで
1993年10月12日午前1時41分生まれ。名前の由来は「森にある大きな樹や小さな樹も一生懸命生きて美しい花を咲かせるように、私の人生にも沢山の花（華）が咲くように」とのこと。
小学2年生の頃よりモーニング娘。が好きであり、モーニング娘。に加入したいと考えていたが、モーニング娘。の追加メンバーオーディションには年齢制限があったため、応募することができなかった。その後、父親にハロプロエッグのオーディションを紹介され、エッグのメンバーになればモーニング娘。に加入できる可能性が高まると考え、2004年にハロプロ エッグ オーディション2004に応募したところ合格し、ハロプロエッグ32人の一員となった。

### ハロプロエッグ時代
ハロプロエッグに加入後初のステージは、2005年夏に行われたハロー!プロジェクトのコンサートで、バックダンサーとして代々木第一体育館のステージに立った。2006年1月、℃-uteのメンバーとなった有原栞菜に代わって『ともいき・木を植えたい』に加入。自身の名前が『ともいき・木を植えたい』の趣旨に近いことから、加入したことは非常に嬉しかったという。
2006年4月1日、時東ぁみのコンサートにゲストとして招かれ、初めてマイクを持ってコンサートに出演。このコンサートには諸塚香奈実・大瀬楓・澤田由梨・秋山ゆりか・橋本愛奈も出演しており、森も含め計6名でグループを組むことを提案されたが、森は「モーニング娘。になりたい」という理由で断った。森は後にこの出来事を振り返り「もしかしたらポッシに入ってたかもしれなくて」と述べている。
2007年5月、初めて行われたハロー!プロジェクト新人公演に出演。これ以降、2010年11月まで出演した。総じて、新人公演での出番は比較的多く、推され組であったと森は自分自身で実感しており、古川小夏も同様の証言をしているが、結局ハロー!プロジェクトのメンバーとしてデビューすることはできなかった。
一方でハロプロエッグ時代には舞台・ミュージカルにも出演しており、森にとって初の演劇舞台である『劇団ゲキハロ第3回公演 リバース!〜私の体どこですか?』（2007年11月）に出演したのを皮切りに、2008年には森が重要な役を演じたミュージカル『中野ブロンディーズ』に出演。2010年3月・7月-8月にはミュージカル『金色のコルダ ステラ・ミュージカル』で主演・日野香穂子役を演じた。
2010年夏、同ミュージカルが行われたころ、ハロプロエッグの研修課程を修了（卒業）することが決まり、所属事務所から説明を受けた森の父親から説明を受けた。その頃は、同ミュージカルがハロー!プロジェクトと直接関係のない「外の仕事」であったため、外の仕事がこれまで以上にできるとポジティブに考えていた。その一方で、8月より行われたモーニング娘。9期メンバーオーディションを受験。落選したが、本人は「結構いいところまでいった」と主張している。
2010年11月28日、森にとってハロプロエッグ最後のコンサートである『2010 ハロー!プロジェクト新人公演11月 〜横浜JUMP!〜』が行われたが、この頃にはモーニング娘。加入という夢が果たされること無くハロプロエッグを卒業することにショックを受けていた。芸能界に残ることを諦め、キャビンアテンダントになることも考えていたが、「キラキラした衣装で大きなステージで歌って踊りたい」という夢を忘れられず、芸能界に残ることにした。
なお、ハロプロエッグ時代のブログとしては、2006年3月頃-2009年3月頃に更新していた『ともいき 木を植えたい日記』と、2008年1月に開設した公式ブログ『咲樹色☆Canvas!』がある。

### アップアップガールズ（仮）時代
2011年
- 1月17日[9]、ハロプロエッグの研修課程を修了したことを発表した[10]。
- 2月22日、K-POPカバーダンスグループ『UFZS』が結成され、そのメンバーとなった[50][51]。
- 3月[52][53]または4月に[54]、女性アイドルグループ『アップフロントガールズ（仮）』が結成され、そのメンバーとなった[52][54]。後にグループ名は『アップアップガールズ（仮）』に改名された[55]。アップアップガールズ（仮）はハロー!プロジェクトには所属していない[56]。
- 3月30日、レギュラー出演番組『Rの法則』放送開始[57]。当番組が主に対象としている年齢層は10代であるため、同世代に名前を覚えてもらえることができ、アップアップガールズ（仮）での活動にもつながっているという[12]。
- 4月1日、ブログ「アップフロントガールズ（仮）オフィシャルブログ」開始[注釈 4][58]。
- この頃はアップアップガールズ（仮）にオリジナル曲がない状態が続き[注釈 5]「私たち（アップアップガールズ（仮）のメンバー）は（ハロー!プロジェクトの曲の）カヴァーをするために芸能界に残ったんじゃない」と考え、同グループをやめることも視野に入れたという[60]。オリジナル曲が与えられてからも、同グループの特徴である「ガツガツ」に馴染めず悩み続けていた[61]。その後同グループのオリジナル曲が増え、2013年2月時点では吉田豪に「辞めないでよかったですね」と言われ、それを肯定している[60]。

2012年
- 2月1日、女性フットサルチーム『Gatas Brilhantes H.P.』の新メンバーとして公開練習に参加し[62]、4月29日には、同チームでの背番号が31であることが発表された[63][注釈 6]。
- 2012年はアップアップガールズ（仮）として約150回ライブに出演したが[65]、一番印象に残っているのは夏の全国行脚だという[66]。

2014年
- 12月13日、T-Palette Records感謝祭にて行われたアームレスリング大会の決勝戦で、親交の深いNegiccoのNao☆に勝利し優勝した[67]。森は事前に六本木ボディプラントのトレーナーである足立光からアームレスリングに関する指導を受けていた[68]。同大会には2015年も出場し、準決勝でNao☆、決勝でHauptharmonieの寺田珠乃に勝利を収め優勝した[69]。

2015年
- 4月6日[70] - 9月21日[71][72]、テレビ東京系『チャージ730!』に天気予報を担当する「チャージガール!」として出演した[14]。森は以前にもZIP!のお天気キャスターのオーディションを受けた経験があり「お天気お姉さんとかレポーターやってみたい」という希望を持っていた[73]。

2020年
- 10月23日、アップアップガールズ（仮）を卒業し、芸能活動を終了する予定であることを発表した[74]。
- 12月31日、アップアップガールズ（仮）を卒業し、芸能界を引退した[75]。

## 人物
- ハロプロエッグに加入して以降、モーニング娘。のメンバーになれるかもしれないという期待を持っており[31]、追加メンバーオーディションをモーニング娘。の追加メンバーオーディション#モーニング娘。Happy8期オーディションとモーニング娘。9期メンバーオーディションの2回受けたが、いずれも落選した[76]。その後2012年現在はモーニング娘。に加入したいとは考えていない[77]。理由としては、ハロプロエッグ時代はモーニング娘。になる以外の選択肢が見えなかったが、ハロプロエッグ卒業後アップアップガールズ（仮）としてさまざまな活動ができるのが楽しいという点を挙げている[78]。
- 2012年4月に駒沢女子大学に進学。大学では国際文化学専攻であった[79]。2016年3月に大学を卒業。ブログでは静岡県から大学まで通っていたことを明かしている[80]。

- モーニング娘。の道重さゆみ（2014年5月当時）のファンであることを公言している[81]。モーニング娘。のメンバーとしての道重も好きであるが、人間としても憧れており、鏡を見る回数の多さなど「道重イズム」を受け継いでいる部分がある[81]。

### 色
ピンク、特に薄ピンクが好きであるが、アップアップガールズ（仮）でのメンバーカラーは、森いわく「1番なりたくない色。」のGreenとなった。なお、メンバーカラー決め大抽選会以降はGreen（緑）を肯定的に評価している。また、UFZSでの担当カラーもグリーンである。

### 愛称
ハロプロエッグ時代の2007年4月以降の公式ニックネームは「モリサキ」。それ以前のニックネームは「さっきぃー」。その他、前田憂佳により命名された「森ティ」という愛称もある。森も公式ブログなどで使用している。

### キャラクター
キャラは、ナルシスト・ぶりっ子・ブラックキャラ等、迷走しているが、いじられキャラで滑りキャラと言われることもある。
ブラックキャラ
ハロプロエッグ時代より「ブラックサキ」「ブラック森ティー」と呼ばれ、アップアップガールズ（仮）の中でもブラックキャラとなった。しかし、上々少女'sの収録で星ひとみに「ブラックキャラ向いてないからやめたほうがいいよ」と指摘され、森自身も「ブラックな発言しても謝っちゃう」ことから、ブラックキャラは向いていないと自己分析した。

## 作品

### 映像作品
- 時東ぁみ 初ライブ 06’春 〜ザ・中野サンプラ〜（2006年6月14日）
- 第一回 ハロー!プロジェクト新人公演 〜さるの刻〜/〜とりの刻〜（2007年）
- 劇団ゲキハロ第3回公演 リバース!〜私の体どこですか?（2008年2月20日）[101]
- 2008 ハロー!プロジェクト新人公演9月 〜芝公園STEP!〜（2008年11月）[102]
- NICE GIRL プロジェクト! スペシャル DVD-BOX（2008年12月21日）[103]
- 2009 ハロー!プロジェクト新人公演6月 〜中野STEP!〜（2009年9月）[104]
- 猫目倶楽部2（2009年10月21日）[105]
- ライブビデオ ネオロマンス・ステージ 金色のコルダ ステラ・ミュージカル（2010年6月30日）[106] - 初の主演作品
- 舞台「ファッショナブル」DVD（2010年9月15日）[107]
- 映画『Cheerfu11y（チアフリー）』（2012年1月18日、ユニバーサルミュージック）[108]
- 映画『Cheerfu11y（チアフリー）』〜The Making Of Cheerfu11y〜（2012年1月18日、ユニバーサルミュージック）[108]
- リボーン〜命のオーディション〜（2012年3月14日、UP-FRONT WORKS）[109]
- 王様ゲームプレミアム・エディション（2012年6月6日、TCエンタテインメント）[110]

## 出演

### 舞台・ミュージカル
- 劇団ゲキハロ第3回公演 リバース!〜私の体どこですか？（2007年11月3日 - 11日、池袋サンシャイン劇場）[36]
- 中野ブロンディーズ（2008年3月12日 - 20日、全労済ホールスペース・ゼロ）[38][111] - キット 役[112]
- つんく♂THEATER 第六弾 あぁ 女子合唱部〜栄光のかけら 2008〜（2008年9月13日 - 15日、全電通ホール） - 佐竹奈美 役[注釈 9][113]
- 中野ブロンディーズ（2008年12月20日 - 25日、新国立劇場 小劇場）[39][114] - キット 役[115]
- 猫目倶楽部2（2009年7月22日 - 27日、池袋シアターグリーン BIG TREE THEATER）[116] - 石蕗かりん 役[117]
- 2009年秋季エッグ研修発表会〜女優宣言〜（2009年10月6日 - 12日、池袋シアターグリーン BIG TREE THEATER）
- 金色のコルダ ステラ・ミュージカル（2010年3月19日 - 24日、天王洲 銀河劇場） - 主演・日野香穂子 役[注釈 3][8][118]
- ファッショナブル（東京：2010年6月11日 - 20日・大阪：2010年6月25日 - 27日、ル テアトル銀座・シアターBRAVA!）[119] - 山本チカ 役[120]
- 金色のコルダ ステラ・ミュージカル 夏公演（2010年7月16日 - 25日・7月31日 - 8月2日、ル テアトル銀座・新神戸オリエンタル劇場） - 主演・日野香穂子 役[注釈 3][40][121]
- 2010年秋季エッグ研修発表会〜女優宣言〜（2010年10月1日 - 3日、時事通信ホール）[122]
- リボーン〜命のオーディション〜（2011年10月8日 - 17日、全労済ホールスペース・ゼロ）[123] - 明智光秀 役[124]
  - 今までは「いい子ちゃんばっかりの役が多かった」が、それらとは正反対の役を演じる「新しい挑戦」だったとしている[124]。

### コンサート
- Hello! Project 2005 夏の歌謡ショー〜'05 セレクション!コレクション!〜（2005年夏）[25] - バックダンサー
- 時東ぁみ初ライブ '06春 〜ザ・中野サンプラ〜（2006年4月1日、 中野サンプラザ） - 諸塚香奈実、大瀬楓、澤田由梨、秋山ゆりか、橋本愛奈と共にゲスト出演した[28]。
- Hello! Project 2006 Summer 〜ワンダフルハーツランド〜（2006年7月） - 名古屋公演[125]・大阪公演[126]・代々木公演に出演[127] - バックダンサー
- カントリー娘。LIVE2006〜Shibuya des Date〜（2006年9月2日・3日、SHIBUYA-AX）[128] - 小川紗季、和田彩花、前田憂佳と共に出演した。
- 第一回 ハロー!プロジェクト新人公演 〜さるの刻〜／〜とりの刻〜（2007年5月13日、渋谷C.C.Lemonホール）[32]
- 2007 ハロー!プロジェクト新人公演8月 〜横浜で会いましょう〜（2007年8月26日、横浜BLITZ）[129]
- 2007 ハロー!プロジェクト新人公演11月 〜品川で会いましょう〜（2007年11月23日、品川ステラボール）[130]
- 2008 ハロー!プロジェクト新人公演3月 〜キラメキの横浜 〜（2008年3月29日、横浜BLITZ）[131]
- 2008 ハロー!プロジェクト新人公演6月 〜赤坂HOP!〜（2008年6月22日、赤坂BLITZ）[132]
- 08夏 ナイスガールプロジェクト!エモーショナルライブ〜ミラクル セクシー ダイナマイト〜（2008年8月9日、東京厚生年金会館）[133]
- 2008 ハロー!プロジェクト新人公演9月 〜芝公園STEP!〜（2008年9月23日、メルパルクホール）[134]
- 2008 ハロー!プロジェクト新人公演11月 〜横浜JUMP!〜（2008年11月24日、横浜BLITZ）[135]
- 2009 ハロー!プロジェクト新人公演4月 〜横浜HOP!〜（2009年4月4日・5日、横浜BLITZ）[136]
- 2009 ハロー!プロジェクト新人公演6月 〜中野STEP!〜（2009年6月7日、中野サンプラザ）[137]
- 2009 ハロー!プロジェクト新人公演9月 〜横浜JUMP!〜（2009年9月23日、横浜BLITZ）[138]
- 2009 ハロー!プロジェクト新人公演11月 〜横浜FIRE!〜（2009年11月23日、横浜BLITZ）[139]
- 2010年ハロプロエッグ ノリメンLIVE 2月（2010年2月28日、山野ホール）[140]
- 2010 ハロー!プロジェクト新人公演6月 〜横浜HOP!〜（2010年6月5日、横浜BLITZ）[141]
- 2010 ハロー!プロジェクト新人公演9月 〜横浜STEP!〜（2010年9月5日、横浜BLITZ）[142]
- 2010 ハロー!プロジェクト新人公演11月 〜横浜JUMP!〜（2010年11月28日、横浜BLITZ）[33]

### イベント
- ハロプロエッグデリバリーステーション!01（2007年9月22日、サンストリート亀戸）[143]
- モーニング娘。10年記念展特別ステージ（2007年9月24日、サンシャイン文化会館）[144]
- ハロプロエッグデリバリーステーション!04（2008年5月25日、サンストリート亀戸）[145]
- ハロプロエッグ ファンクラブ限定イベント（2008年8月12日・14日、パシフィックヘブン）[146][147]
- AKiBAッテキ!!公開生放送（2008年10月27日、ディアステージDEMPAビル店）[148][149]
- 舞台『中野ブロンディーズ』イベント（2008年12月10日、中野ブロードウェイ）[150]
- ハロプロエッグデリバリーステーション in 夏Sacas'09 Sacas Water Park（2009年7月31日・8月14日、赤坂サカス）[151]
- ハロー!プロジェクト プレゼンツ〜ハロ☆フェス in お台場グルメPARK〜（2010年5月1日 - 3日、お台場グルメPARK内特設ステージ）[152]
- ハロプロエッグ ファンクラブ限定イベント（2010年6月22日 - 23日、パシフィックヘブン）[153]
- 汐留博覧会2010 ハロプロエッグ（2010年8月12日・19日・26日、汐留AX）[154][155][156]

### 映画
- Cheerfu11y（2011年10月22日公開）[157] - ヨーコ役[158]
- 王様ゲーム（2011年12月17日公開） - 石井里美役[159][160]
- 讐 〜ADA〜（2013年7月27日公開[161]）[162]

### テレビ番組
- 第58回NHK紅白歌合戦（2007年12月31日、NHK総合テレビ等）[163] - モーニング娘。・Berryz工房・℃-uteのバックダンサーとして出演。
- チアリーディングミュージカル「中野ブロンディーズ」（2008年8月6日、シアター・テレビジョン）[164]
- Rの法則（2011年2月23日・3月30日 - 2016年3月28日[165]、NHK Eテレ） - R'sメンバーとして出演[13][166]。2013年春以降は「R's OG」となった[167]。
放送作家でライターのエドボルが監修する[168]「地方アイドル」特集での現地取材[169]・レポート[170][171]などを担当した。
- チャージ730!（2015年4月6日[70] - 9月21日[71][72]、テレビ東京系、毎週月曜日） - 天気予報を担当する「チャージガール!」として出演[14]
- ニッポンぶらり鉄道旅「“越後の逸品”を探して 信越本線、弥彦線、越後線」（2018年10月4日、NHK BSプレミアム）

### ラジオ番組
- オレたちゴチャ・まぜっ!〜集まれヤンヤン〜（2019年4月28日 - 2020年4月18日、MBSラジオ） - ヤンヤンガールズ11期生[172]

### ミュージックビデオ
- AUSTINES「GIRL」（2016年10月）[173]